# شناي آكاي
شناي آكاي (بالتركية: Şenay Akay)‏ هي ممثلة وعارضة أزياء تركية ولدت في يوم 16 أغسطس 1980 في مدينة أنطاليا في تركيا، شناي آكاي هي ابنة الموسيقي مشرف آكاي، تلقت تعليمها في جامعة البحر الأبيض المتوسط، في سنة 2001 فازت ببرنامج أفضل عارضة أزياء تركية في سنة 2001، وقد بدأت مسيرتها في التمثيل في سنة 1998.

## روابط خارجية
- شناي آكاي على موقع IMDb (الإنجليزية)
- شناي آكاي على موقع كينوبويسك (الروسية)